# Dufourea kerzhneri
Dufourea kerzhneri är en biart som först beskrevs av Pesenko och Astafurova 2006.  Dufourea kerzhneri ingår i släktet solbin, och familjen vägbin. Inga underarter finns listade i Catalogue of Life.